# Hanguanaceae
Famille
Classification APG III (2009)
La famille des Hanguanacées regroupe des plantes monocotylédones ; elle comprend de 1 à 4 espèces appartenant au genre Hanguana (en).
Ce sont des plantes herbacées, rhizomateuses, pérennes, à rosettes, des régions tropicales. (Ceylan, Asie du Sud-Est, Australie).
La classification phylogénétique APG II (2003) et la classification phylogénétique APG III (2009) placent aujourd'hui cette famille dans l'ordre des Commelinales.

## Étymologie
Le nom vient du genre Hanguana qui est le nom latinisé de Hanguan kassintu nom vernaculaire de cette plante dans la région de Sunda (ouest de l'île de Java (Indonésie).

## Liste des genres
Selon World Checklist of Selected Plant Families (WCSP) (19 avr. 2010), Angiosperm Phylogeny Website (16 mai 2010), NCBI (19 avr. 2010), DELTA Angio (19 avr. 2010) et ITIS (20 avr. 2010) :
- genre Hanguana (en)  Blume (1827)

## Liste des espèces
Selon World Checklist of Selected Plant Families (WCSP) (19 avr. 2010) :
- genre Hanguana (en)  Blume (1827)
  - Hanguana bogneri  Tillich & E.Sill (1999)
  - Hanguana major  Airy Shaw (1981)
  - Hanguana malayana  (Jack) Merr., Philipp. J. Sci. (1915)

Selon NCBI (19 avr. 2010) :
- genre Hanguana (en)
  - Hanguana malayana